# Ernst Troeltsch

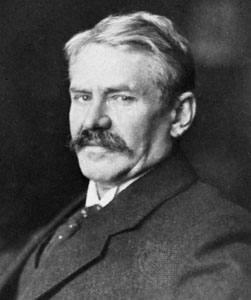
Ernst Troeltsch

Ernst Troeltsch (ur. 17 lutego 1865 w Haunstetten k. Augsburga, zm. 1 lutego 1923 w Berlinie) – niemiecki teolog ewangelicki, filozof, socjolog i liberalny polityk.
Studiował w Augsburgu, Erlangen, Berlinie i Getyndze. Od 1892 profesor teologii w Bonn i Heidelbergu. Od 1912 członek korespondent Pruskiej Akademii Nauk. W 1914 został profesorem filozofii w Berlinie.
W 1917 zakładał "Volksbund für Freiheit und Vaterland" w opozycji do "Deutsche Vaterlandspartei". Od 1919 do 1921 zasiadał w pruskim zgromadzeniu narodowym z ramienia "Deutsche Demokratische Partei". Pracował też jako podsekretarz w ministerstwie kultury.

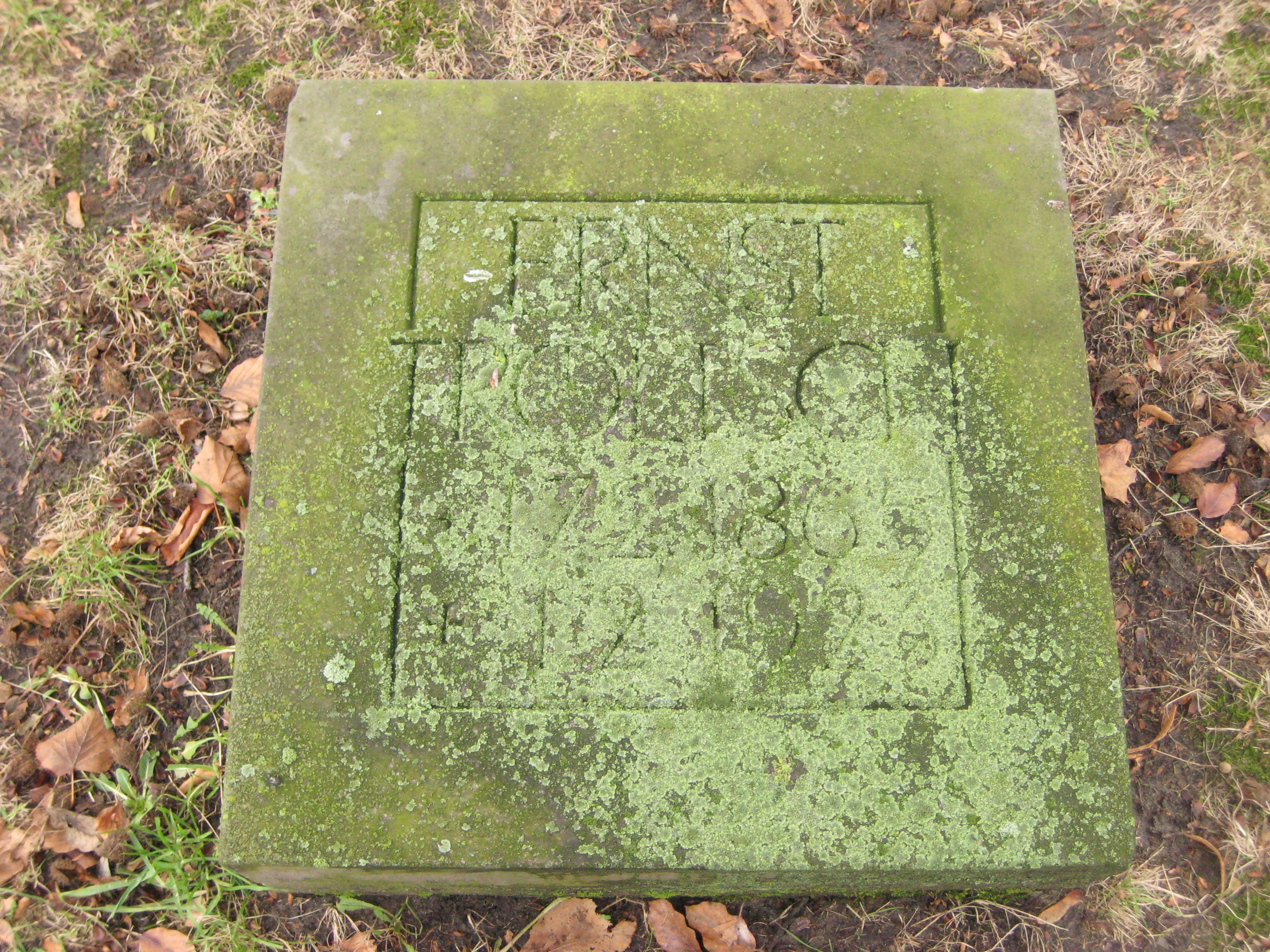
Grób Ernsta Troeltscha

Jako teolog zajmował się istotą chrześcijaństwa; relacjami między państwem a kościołem oraz wzajemnymi wpływami - ukształtowanej przez chrześcijaństwo - europejskiej kultury oraz modernizmu (nowoczesności). Interesował się również metodologiczną stroną dociekań teologicznych. W swoich badaniach reprezentował nurt religijno - historyczny w teologii liberalnej. Był rzecznikiem tzw. interpretacji rozumiejącej w historii.
Najbardziej znaną pracą była Die Absolutheit des Christentums und die Religiongeschichte (1902). Napisał również: Die Soziallehren der christlichen Kirchen und Gruppen (1912); Der Historismus und seine Überwindung (1924); Glaubenslehre (1925); Die Bedeutung des Protestantismus für die Entstehung der modernen Welt (wyd. 1997); Atheismus, Theologie und Christentum (wyd. 2000). Po polsku wydano Kościół a sekta. Społeczne oddziaływanie protestantyzmu, [w:] Socjologia religii. Wybór tekstów (1984). W latach 1912–1925 ukazało się 4 - tomowe wydanie zbiorowe jego dzieł.
W 1981 powstało towarzystwo jego imienia: "Ernst-Troeltsch-Gesellschaft".